# رويل واشبورن
رويل واشبورن هو قاضي وسياسي أمريكي، ولد في 23 مايو 1793 في Raynham, Massachusetts ‏ في الولايات المتحدة، وتوفي في 4 مارس 1878. انتخب عضو مجلس ولاية مين ‏.